# سنکای پدر
سنکای پدر (انگلیسی: Seneca the Elder; ‎/ˈsɛnɪkə/‎; ۵۴ قبل از میلاد – ۳۹ بعد از میلاد) نویسنده و تاریخ‌نگار اهل روم باستان بود.